# Undibacterium baiyunense
Undibacterium baiyunense es una bacteria gramnegativa del género Undibacterium. Fue descrita en el año 2021. Su etimología hace referencia al río Baiyun, en China. Es aerobia y móvil por flagelo polar. Tiene un tamaño de 0,7-0,8 μm de ancho por 2-2,4 μm de largo. Forma colonias de color beige. Temperatura de crecimiento entre 4-37 °C, óptima de 24 °C. Catalasa y oxidasa positivas. Es sensible a carbenicilina, ceftriaxona, cefoperazona, eritromicina y ciprofloxacino. Resistente a oxacilina, polimixina y clindamicina. Tiene un genoma de 4,4 Mpb y un contenido de G+C de 45,3%. Se ha aislado del río Baiyun en China. 